# Équipe du pays de Galles de football au Championnat d'Europe 2020
Cet article relate le parcours de l’équipe du pays de Galles de football lors du Championnat d'Europe 2020 organisé dans 11 grandes villes d'Europe du 11 juin au 11 juillet 2021.

## Maillots
Le 11 novembre 2019, Adidas dévoile le maillot domicile du Pays de Galles pour l'Euro 2020. Celui-ci est à dominante rouge et avec du jaune, inspiré de la bannière d’Owain Glyndŵr, en hommage au dernier gallois nommé Prince de Galles qui enclencha la révolte contre l’emprise de l’Angleterre sur le Pays de Galles entre 1400 et 1415. Les manches du maillot quant à elles renvoient au drapeau national.
Le 2 septembre 2020, le maillot extérieur est dévoilé à son tour. Il est de couleur jaune avec les trois bandes Adidas vertes.

## Qualifications
| Rang | Équipe         | Pts | J | G | N | P | Bp | Bc | Diff |  | Résultats (▼ dom., ► ext.) |     |     |     |     |     |
| ---- | -------------- | --- | - | - | - | - | -- | -- | ---- |  | -------------------------- | --- | --- | --- | --- | --- |
| 1    | Croatie        | 17  | 8 | 5 | 2 | 1 | 17 | 7  | +10  |  | Croatie                    |     | 2-1 | 3-1 | 3-0 | 2-1 |
| 2    | Pays de Galles | 14  | 8 | 4 | 2 | 2 | 10 | 6  | +4   |  | Pays de Galles             | 1-1 |     | 1-0 | 2-0 | 2-1 |
| 3    | Slovaquie (B)  | 13  | 8 | 4 | 1 | 3 | 13 | 11 | +2   |  | Slovaquie (B)              | 0-4 | 1-1 |     | 2-0 | 2-0 |
| 4    | Hongrie (B)    | 12  | 8 | 4 | 0 | 4 | 8  | 11 | -3   |  | Hongrie (B)                | 2-1 | 1-0 | 1-2 |     | 1-0 |
| 5    | Azerbaïdjan    | 1   | 8 | 0 | 1 | 7 | 5  | 18 | -13  |  | Azerbaïdjan                | 1-1 | 0-2 | 1-5 | 1-3 |     |

- Sélection directement qualifiée pour l'Euro 2020

## Phase finale

### Effectif
NB : Les âges et les sélections sont calculés au début de l'Euro 2020, le 11 juin 2021.

### Premier tour
| v · m | Équipe         | Pts | J | G | N | P | Bp | Bc | Diff |
| ----- | -------------- | --- | - | - | - | - | -- | -- | ---- |
| 1     | Italie         | 9   | 3 | 3 | 0 | 0 | 7  | 0  | +7   |
| 2     | Pays de Galles | 4   | 3 | 1 | 1 | 1 | 3  | 2  | +1   |
| 3     | Suisse         | 4   | 3 | 1 | 1 | 1 | 4  | 5  | -1   |
| 4     | Turquie        | 0   | 3 | 0 | 0 | 3 | 1  | 8  | -7   |

#### Pays de Galles - Suisse
| Match 2                    | Pays de Galles       | 1 - 1   | Suisse                | Olimpiya Stadionu, Bakou                                                         |                                                                                  |
| 12 juin 2021 15h00 (17h00) | ( Morrell) Moore 74e | (0 - 0) | 49e Embolo (Shaqiri ) | Spectateurs : 8 782 Arbitrage : Clément Turpin Arbitre vidéo : François Letexier | Spectateurs : 8 782 Arbitrage : Clément Turpin Arbitre vidéo : François Letexier |
| 12 juin 2021 15h00 (17h00) | Rapport              |         |                       | Spectateurs : 8 782 Arbitrage : Clément Turpin Arbitre vidéo : François Letexier | Spectateurs : 8 782 Arbitrage : Clément Turpin Arbitre vidéo : François Letexier |

| Pays de Galles | Suisse |

| PAYS DE GALLES : |    |                |     |       |
|                  |    |                |     |       |
| Gardien de but   | 12 | Danny Ward     |     |       |
|                  | 22 | Chris Mepham   |     |       |
|                  | 4  | Ben Davies     |     |       |
|                  | 6  | Joe Rodon      |     |       |
|                  | 14 | Connor Roberts |     |       |
|                  | 10 | Aaron Ramsey   |     | 90+3e |
|                  | 7  | Joe Allen      |     |       |
|                  | 16 | Joe Morrell    |     |       |
|                  | 11 | Gareth Bale    |     |       |
|                  | 13 | Kieffer Moore  | 47e |       |
|                  | 20 | Daniel James   |     | 75e   |
| Remplaçants :    |    |                |     |       |
|                  | 19 | David Brooks   |     | 75e   |
|                  | 15 | Ethan Ampadu   |     | 90+3e |
| Sélectionneur :  |    |                |     |       |
| Rob Page         |    |                |     |       |

| SUISSE :          |    |                   |     |     |
|                   |    |                   |     |     |
| Gardien de but    | 1  | Yann Sommer       |     |     |
|                   | 5  | Manuel Akanji     |     |     |
|                   | 22 | Fabian Schär      | 30e |     |
|                   | 4  | Nico Elvedi       |     |     |
|                   | 13 | Ricardo Rodríguez |     |     |
|                   | 2  | Kevin Mbabu       | 63e |     |
|                   | 8  | Remo Freuler      |     |     |
|                   | 10 | Granit Xhaka      |     |     |
|                   | 23 | Xherdan Shaqiri   |     | 66e |
|                   | 9  | Haris Seferović   |     | 84e |
|                   | 7  | Breel Embolo      |     |     |
| Remplaçants :     |    |                   |     |     |
|                   | 6  | Denis Zakaria     |     | 66e |
|                   | 19 | Mario Gavranović  |     | 84e |
| Sélectionneur :   |    |                   |     |     |
| Vladimir Petković |    |                   |     |     |

| Assistants : Nicolas Danos Cyril Gringore Quatrième arbitre : Srđan Jovanović Homme du match : Breel Embolo |

#### Turquie - Pays de Galles
| Match 14                   | Turquie | 0 - 2   | Pays de Galles                             | Olimpiya Stadionu, Bakou                                                              |                                                                                       |
| 16 juin 2021 18h00 (20h00) |         | (0 - 1) | 42e Ramsey (Bale ) · 90+5e Roberts (Bale ) | Spectateurs : 19 762 Arbitrage : Artur Soares Dias Arbitre vidéo : João Pinheiro (en) | Spectateurs : 19 762 Arbitrage : Artur Soares Dias Arbitre vidéo : João Pinheiro (en) |
| 16 juin 2021 18h00 (20h00) | Rapport |         |                                            | Spectateurs : 19 762 Arbitrage : Artur Soares Dias Arbitre vidéo : João Pinheiro (en) | Spectateurs : 19 762 Arbitrage : Artur Soares Dias Arbitre vidéo : João Pinheiro (en) |

| Turquie | Pays de Galles |

| TURQUIE :       |    |                   |       |     |
|                 |    |                   |       |     |
| Gardien de but  | 23 | Uğurcan Çakır     |       |     |
|                 | 13 | Umut Meraş        |       | 72e |
|                 | 4  | Çağlar Söyüncü    |       |     |
|                 | 22 | Kaan Ayhan        |       |     |
|                 | 2  | Zeki Çelik        |       |     |
|                 | 5  | Okay Yokuşlu      |       | 46e |
|                 | 7  | Cengiz Ünder      |       | 83e |
|                 | 6  | Ozan Tufan        |       | 46e |
|                 | 10 | Hakan Çalhanoğlu  | 90+2e |     |
|                 | 9  | Kenan Karaman     |       | 75e |
|                 | 17 | Burak Yılmaz      | 90+2e |     |
| Remplaçants :   |    |                   |       |     |
|                 | 3  | Merih Demiral     |       | 46e |
|                 | 11 | Yusuf Yazıcı      |       | 46e |
|                 | 25 | Mert Müldür       |       | 72e |
|                 | 26 | Halil Dervişoğlu  |       | 75e |
|                 | 21 | İrfan Can Kahveci |       | 83e |
| Sélectionneur : |    |                   |       |     |
| Şenol Güneş     |    |                   |       |     |

| PAYS DE GALLES : |    |                |       |       |
|                  |    |                |       |       |
| Gardien de but   | 12 | Danny Ward     |       |       |
|                  | 4  | Ben Davies     | 90+2e |       |
|                  | 6  | Joe Rodon      |       |       |
|                  | 22 | Chris Mepham   | 90+2e |       |
|                  | 14 | Connor Roberts |       |       |
|                  | 7  | Joe Allen      |       | 73e   |
|                  | 16 | Joe Morrell    |       |       |
|                  | 20 | Daniel James   |       | 90+4e |
|                  | 10 | Aaron Ramsey   |       | 85e   |
|                  | 11 | Gareth Bale    |       |       |
|                  | 13 | Kieffer Moore  |       |       |
| Remplaçants :    |    |                |       |       |
|                  | 15 | Ethan Ampadu   |       | 73e   |
|                  | 8  | Harry Wilson   |       | 85e   |
|                  | 3  | Neco Williams  |       | 90+4e |
| Sélectionneur :  |    |                |       |       |
| Rob Page         |    |                |       |       |

| Assistants : Rui Tavares Paulo Soares Quatrième arbitre : Bartosz Frankowski (en) Homme du match : Gareth Bale |

#### Italie - Pays de Galles
| Match 25           | Italie                  | 1 - 0   | Pays de Galles | Stadio Olimpico, Rome                                                     |                                                                           |
| 20 juin 2021 18h00 | ( Verratti) Pessina 39e | (1 - 0) |                | Spectateurs : 11 541 Arbitrage : Ovidiu Hațegan Arbitre vidéo : Paweł Gil | Spectateurs : 11 541 Arbitrage : Ovidiu Hațegan Arbitre vidéo : Paweł Gil |
| 20 juin 2021 18h00 | Rapport                 |         |                | Spectateurs : 11 541 Arbitrage : Ovidiu Hațegan Arbitre vidéo : Paweł Gil | Spectateurs : 11 541 Arbitrage : Ovidiu Hațegan Arbitre vidéo : Paweł Gil |

| Italie | Pays de Galles |

| ITALIE :        |    |                       |     |     |
|                 |    |                       |     |     |
| Gardien de but  | 21 | Gianluigi Donnarumma  |     | 89e |
|                 | 13 | Emerson               |     |     |
|                 | 23 | Alessandro Bastoni    |     |     |
|                 | 19 | Leonardo Bonucci      |     | 46e |
|                 | 25 | Rafael Tolói          |     |     |
|                 | 6  | Marco Verratti        |     |     |
|                 | 8  | Jorginho              |     | 75e |
|                 | 12 | Matteo Pessina        | 79e | 87e |
|                 | 20 | Federico Bernardeschi |     | 75e |
|                 | 9  | Andrea Belotti        |     |     |
|                 | 14 | Federico Chiesa       |     |     |
| Remplaçants :   |    |                       |     |     |
|                 | 15 | Francesco Acerbi      |     | 46e |
|                 | 16 | Bryan Cristante       |     | 75e |
|                 | 22 | Giacomo Raspadori     |     | 75e |
|                 | 7  | Gaetano Castrovilli   |     | 87e |
| Gardien de but  | 1  | Salvatore Sirigu      |     | 89e |
| Sélectionneur : |    |                       |     |     |
| Roberto Mancini |    |                       |     |     |

| PAYS DE GALLES : |    |                |     |     |
|                  |    |                |     |     |
| Gardien de but   | 12 | Danny Ward     |     |     |
|                  | 15 | Ethan Ampadu   | 55e |     |
|                  | 6  | Joe Rodon      |     |     |
|                  | 2  | Chris Gunter   | 79e |     |
|                  | 3  | Neco Williams  |     | 86e |
|                  | 16 | Joe Morrell    |     | 60e |
|                  | 7  | Joe Allen      | 51e | 86e |
|                  | 14 | Connor Roberts |     |     |
|                  | 20 | Daniel James   |     | 74e |
|                  | 10 | Aaron Ramsey   |     |     |
|                  | 11 | Gareth Bale    |     | 86e |
| Remplaçants :    |    |                |     |     |
|                  | 13 | Kieffer Moore  |     | 60e |
|                  | 8  | Harry Wilson   |     | 74e |
|                  | 19 | David Brooks   |     | 86e |
|                  | 4  | Ben Davies     |     | 86e |
|                  | 23 | Dylan Levitt   |     | 86e |
| Sélectionneur :  |    |                |     |     |
| Rob Page         |    |                |     |     |

| Assistants : Radu Ghinguleac Sebastian Gheorghe Quatrième arbitre : Orel Grinfeld Homme du match : Federico Chiesa |

### Huitième de finale

#### Pays de Galles - Danemark
| Match 37           | Pays de Galles | 0 - 4   | Danemark                                                                                      | Johan Cruyff Arena, Amsterdam                                                   |                                                                                 |
| 26 juin 2021 18h00 |                | (0 - 1) | 27e Dolberg (Damsgaard ) · 48e Dolberg · 88e Mæhle (Jensen ) · 90+4e Braithwaite (Cornelius ) | Spectateurs : 14 645 Arbitrage : Daniel Siebert Arbitre vidéo : Bastian Dankert | Spectateurs : 14 645 Arbitrage : Daniel Siebert Arbitre vidéo : Bastian Dankert |
| 26 juin 2021 18h00 | Rapport        |         |                                                                                               | Spectateurs : 14 645 Arbitrage : Daniel Siebert Arbitre vidéo : Bastian Dankert | Spectateurs : 14 645 Arbitrage : Daniel Siebert Arbitre vidéo : Bastian Dankert |

| Pays de Galles | Danemark |

| PAYS DE GALLES : |    |                |       |     |
|                  |    |                |       |     |
| Gardien de but   | 12 | Danny Ward     |       |     |
|                  | 4  | Ben Davies     |       |     |
|                  | 22 | Chris Mepham   |       |     |
|                  | 6  | Joe Rodon      | 26e   |     |
|                  | 14 | Connor Roberts |       | 40e |
|                  | 7  | Joe Allen      |       |     |
|                  | 16 | Joe Morrell    |       | 60e |
|                  | 11 | Gareth Bale    | 90+3e |     |
|                  | 10 | Aaron Ramsey   |       |     |
|                  | 20 | Daniel James   |       | 78e |
|                  | 13 | Kieffer Moore  | 26e   | 78e |
| Remplaçants :    |    |                |       |     |
|                  | 3  | Neco Williams  |       | 40e |
|                  | 8  | Harry Wilson   | 90e   | 60e |
|                  | 9  | Tyler Roberts  |       | 78e |
|                  | 19 | David Brooks   | 80e   | 78e |
| Sélectionneur :  |    |                |       |     |
| Rob Page         |    |                |       |     |

| DANEMARK :      |    |                       |     |
|                 |    |                       |     |
| Gardien de but  | 1  | Kasper Schmeichel     |     |
|                 | 3  | Jannik Vestergaard    |     |
|                 | 4  | Simon Kjær            | 77e |
|                 | 6  | Andreas Christensen   |     |
|                 | 5  | Joakim Mæhle          |     |
|                 | 8  | Thomas Delaney        | 60e |
|                 | 23 | Pierre-Emile Højbjerg |     |
|                 | 17 | Jens Stryger Larsen   | 77e |
|                 | 9  | Martin Braithwaite    |     |
|                 | 12 | Kasper Dolberg        | 69e |
|                 | 14 | Mikkel Damsgaard      | 60e |
| Remplaçants :   |    |                       |     |
|                 | 24 | Mathias Jensen        | 60e |
|                 | 15 | Christian Nørgaard    | 60e |
|                 | 21 | Andreas Cornelius     | 69e |
|                 | 26 | Nicolai Boilesen      | 77e |
|                 | 2  | Joachim Andersen      | 77e |
| Sélectionneur : |    |                       |     |
| Kasper Hjulmand |    |                       |     |

| Assistants : Jan Seidel Rafael Foltyn Quatrième arbitre : Ovidiu Hațegan Homme du match : Kasper Dolberg |

## Statistiques

### Temps de jeu
| Joueur                 |          |          |          |          | TT       | But inscrit | Passe décisive | MJ       | MT       | Légende |
| ---------------------- | -------- | -------- | -------- | -------- | -------- | ----------- | -------------- | -------- | -------- | --- |
| Gardiens               | Gardiens | Gardiens | Gardiens | Gardiens | Gardiens | Gardiens    | Gardiens       | Gardiens | Gardiens | Abréviations et symboles : TT : Total de minutes jouées MJ : Nombre de matchs joués MT : Matchs joués en tant que titulaire : but : passe décisive : joueur entré : joueur remplacé : capitaine : carton jaune : carton rouge |
| Wayne Hennessey        |          |          |          |          | 0        |             |                |          |          | Abréviations et symboles : TT : Total de minutes jouées MJ : Nombre de matchs joués MT : Matchs joués en tant que titulaire : but : passe décisive : joueur entré : joueur remplacé : capitaine : carton jaune : carton rouge |
| Danny Ward             | 90       | 90       | 90       | 90       | 360      |             |                | 4        | 4        | Abréviations et symboles : TT : Total de minutes jouées MJ : Nombre de matchs joués MT : Matchs joués en tant que titulaire : but : passe décisive : joueur entré : joueur remplacé : capitaine : carton jaune : carton rouge |
| Adam Davies            |          |          |          |          | 0        |             |                |          |          | Abréviations et symboles : TT : Total de minutes jouées MJ : Nombre de matchs joués MT : Matchs joués en tant que titulaire : but : passe décisive : joueur entré : joueur remplacé : capitaine : carton jaune : carton rouge |
| Défenseurs             |          |          |          |          |          |             |                |          |          | Abréviations et symboles : TT : Total de minutes jouées MJ : Nombre de matchs joués MT : Matchs joués en tant que titulaire : but : passe décisive : joueur entré : joueur remplacé : capitaine : carton jaune : carton rouge |
| Chris Gunter           |          |          | 90       |          | 90       |             |                | 1        | 1        | Abréviations et symboles : TT : Total de minutes jouées MJ : Nombre de matchs joués MT : Matchs joués en tant que titulaire : but : passe décisive : joueur entré : joueur remplacé : capitaine : carton jaune : carton rouge |
| Neco Williams          |          | 1        | 86       | 50       | 137      |             |                | 3        | 1        | Abréviations et symboles : TT : Total de minutes jouées MJ : Nombre de matchs joués MT : Matchs joués en tant que titulaire : but : passe décisive : joueur entré : joueur remplacé : capitaine : carton jaune : carton rouge |
| Ben Davies             | 90       | 90       | 4        | 90       | 274      |             |                | 4        | 3        | Abréviations et symboles : TT : Total de minutes jouées MJ : Nombre de matchs joués MT : Matchs joués en tant que titulaire : but : passe décisive : joueur entré : joueur remplacé : capitaine : carton jaune : carton rouge |
| Tom Lockyer            |          |          |          |          | 0        |             |                |          |          | Abréviations et symboles : TT : Total de minutes jouées MJ : Nombre de matchs joués MT : Matchs joués en tant que titulaire : but : passe décisive : joueur entré : joueur remplacé : capitaine : carton jaune : carton rouge |
| Joe Rodon              | 90       | 90       | 90       | 90       | 360      |             |                | 4        | 4        | Abréviations et symboles : TT : Total de minutes jouées MJ : Nombre de matchs joués MT : Matchs joués en tant que titulaire : but : passe décisive : joueur entré : joueur remplacé : capitaine : carton jaune : carton rouge |
| Connor Roberts         | 90       | 90       | 90       | 40       | 310      | 1           |                | 4        | 4        | Abréviations et symboles : TT : Total de minutes jouées MJ : Nombre de matchs joués MT : Matchs joués en tant que titulaire : but : passe décisive : joueur entré : joueur remplacé : capitaine : carton jaune : carton rouge |
| Ethan Ampadu           | 1        | 17       | 55       |          | 63       |             |                | 3        | 1        | Abréviations et symboles : TT : Total de minutes jouées MJ : Nombre de matchs joués MT : Matchs joués en tant que titulaire : but : passe décisive : joueur entré : joueur remplacé : capitaine : carton jaune : carton rouge |
| Rhys Norrington-Davies |          |          |          |          | 0        |             |                |          |          | Abréviations et symboles : TT : Total de minutes jouées MJ : Nombre de matchs joués MT : Matchs joués en tant que titulaire : but : passe décisive : joueur entré : joueur remplacé : capitaine : carton jaune : carton rouge |
| Chris Mepham           | 90       | 90       |          | 90       | 270      |             |                | 3        | 3        | Abréviations et symboles : TT : Total de minutes jouées MJ : Nombre de matchs joués MT : Matchs joués en tant que titulaire : but : passe décisive : joueur entré : joueur remplacé : capitaine : carton jaune : carton rouge |
| Ben Cabango            |          |          |          |          | 0        |             |                |          |          | Abréviations et symboles : TT : Total de minutes jouées MJ : Nombre de matchs joués MT : Matchs joués en tant que titulaire : but : passe décisive : joueur entré : joueur remplacé : capitaine : carton jaune : carton rouge |
| Milieux                |          |          |          |          |          |             |                |          |          | Abréviations et symboles : TT : Total de minutes jouées MJ : Nombre de matchs joués MT : Matchs joués en tant que titulaire : but : passe décisive : joueur entré : joueur remplacé : capitaine : carton jaune : carton rouge |
| Joe Allen              | 90       | 73       | 86       | 90       | 339      |             |                | 4        | 4        | Abréviations et symboles : TT : Total de minutes jouées MJ : Nombre de matchs joués MT : Matchs joués en tant que titulaire : but : passe décisive : joueur entré : joueur remplacé : capitaine : carton jaune : carton rouge |
| Harry Wilson           |          | 5        | 16       | 30       | 51       |             |                | 3        |          | Abréviations et symboles : TT : Total de minutes jouées MJ : Nombre de matchs joués MT : Matchs joués en tant que titulaire : but : passe décisive : joueur entré : joueur remplacé : capitaine : carton jaune : carton rouge |
| Aaron Ramsey           | 90+3     | 85       | 90       | 90       | 358      | 1           |                | 4        | 4        | Abréviations et symboles : TT : Total de minutes jouées MJ : Nombre de matchs joués MT : Matchs joués en tant que titulaire : but : passe décisive : joueur entré : joueur remplacé : capitaine : carton jaune : carton rouge |
| Joe Morrell            | 90       | 90       | 60       | 60       | 300      |             | 1              | 4        | 4        | Abréviations et symboles : TT : Total de minutes jouées MJ : Nombre de matchs joués MT : Matchs joués en tant que titulaire : but : passe décisive : joueur entré : joueur remplacé : capitaine : carton jaune : carton rouge |
| Jonathan Williams      |          |          |          |          | 0        |             |                |          |          | Abréviations et symboles : TT : Total de minutes jouées MJ : Nombre de matchs joués MT : Matchs joués en tant que titulaire : but : passe décisive : joueur entré : joueur remplacé : capitaine : carton jaune : carton rouge |
| David Brooks           | 15       |          | 4        | 12       | 31       |             |                | 3        |          | Abréviations et symboles : TT : Total de minutes jouées MJ : Nombre de matchs joués MT : Matchs joués en tant que titulaire : but : passe décisive : joueur entré : joueur remplacé : capitaine : carton jaune : carton rouge |
| Daniel James           | 75       | 90+4     | 74       | 78       | 321      |             |                | 4        | 4        | Abréviations et symboles : TT : Total de minutes jouées MJ : Nombre de matchs joués MT : Matchs joués en tant que titulaire : but : passe décisive : joueur entré : joueur remplacé : capitaine : carton jaune : carton rouge |
| Dylan Levitt           |          |          | 4        |          | 4        |             |                | 1        |          | Abréviations et symboles : TT : Total de minutes jouées MJ : Nombre de matchs joués MT : Matchs joués en tant que titulaire : but : passe décisive : joueur entré : joueur remplacé : capitaine : carton jaune : carton rouge |
| Rubin Colwill          |          |          |          |          | 0        |             |                |          |          | Abréviations et symboles : TT : Total de minutes jouées MJ : Nombre de matchs joués MT : Matchs joués en tant que titulaire : but : passe décisive : joueur entré : joueur remplacé : capitaine : carton jaune : carton rouge |
| Matthew Smith          |          |          |          |          | 0        |             |                |          |          | Abréviations et symboles : TT : Total de minutes jouées MJ : Nombre de matchs joués MT : Matchs joués en tant que titulaire : but : passe décisive : joueur entré : joueur remplacé : capitaine : carton jaune : carton rouge |
| Attaquants             |          |          |          |          |          |             |                |          |          | Abréviations et symboles : TT : Total de minutes jouées MJ : Nombre de matchs joués MT : Matchs joués en tant que titulaire : but : passe décisive : joueur entré : joueur remplacé : capitaine : carton jaune : carton rouge |
| Tyler Roberts          |          |          |          | 12       | 12       |             |                | 1        |          | Abréviations et symboles : TT : Total de minutes jouées MJ : Nombre de matchs joués MT : Matchs joués en tant que titulaire : but : passe décisive : joueur entré : joueur remplacé : capitaine : carton jaune : carton rouge |
| Gareth Bale            | 90       | 90       | 90       | 90       | 360      |             | 2              | 4        | 4        | Abréviations et symboles : TT : Total de minutes jouées MJ : Nombre de matchs joués MT : Matchs joués en tant que titulaire : but : passe décisive : joueur entré : joueur remplacé : capitaine : carton jaune : carton rouge |
| Kieffer Moore          | 90       | 90       | 30       | 78       | 288      | 1           |                | 4        | 3        | Abréviations et symboles : TT : Total de minutes jouées MJ : Nombre de matchs joués MT : Matchs joués en tant que titulaire : but : passe décisive : joueur entré : joueur remplacé : capitaine : carton jaune : carton rouge |

| Buts | Joueurs        | Adversaires |
| ---- | -------------- | ----------- |
| 1    | Kieffer Moore  | Suisse      |
| 1    | Aaron Ramsey   | Turquie     |
| 1    | Connor Roberts | Turquie     |

| Passes | Joueurs     | Adversaires |
| ------ | ----------- | ----------- |
| 2      | Gareth Bale | Turquie     |
| 1      | Joe Morrell | Suisse      |